# ТЕС Омотошо II
6°44′8.5″ пн. ш. 4°42′38.2″ сх. д. / 6.735694° пн. ш. 4.710611° сх. д.
ТЕС Омотошо II – теплова електростанція в Нігерії у південному штаті Ондо.
Площадку для станції обрали поряд з ТЕС Омотошо, між Лагосом та Бенін-Сіті, відстань до яких складає 140 та 100 км відповідно. Станція є однією з десяти, спорудження яких здійснювалось у відповідності до оголошеної 2005 року програми стрімкого нарощування можливостей електроенергетики National Integrated Power Projects. В межах проекту у 2013-му тут ввели в експлуатацію чотири газові турбіни компанії General Electric типу PG9171E з одиничною потужністю 1125,5 МВт. Генеральним підрядником будівництва виступила китайська China Machinery Engineering Corporation (CMEC).
Поряд зі станцією проходить трубопровід Ескравос-Лагос, по якому на захід країни постачається природний газ із дельти Нігеру. На першому етапі отримання палива для нової станції відбувалось через газовимірювальну та розподільчу станцію ТЕС Омотошо, яка не була розрахована на таке навантаження. Це стало однією з причин того, що в середині 2017-го Омотошо II працювала лише на чверть своєї потужності.
На етапі будівництва проект реалізується через державну компанію Niger Delta Power Holding Company (NDPHC). У середині 2010-х уряд Нігерії оголосив про намір приватизувати всі об’єкти, виконані за програмою National Integrated Power Projects.